# Cupidesthes gabunica
Cupidesthes gabunica is een vlinder uit de familie van de Lycaenidae. De wetenschappelijke naam van de soort is voor het eerst gepubliceerd in 1899 door Per Olof Christopher Aurivillius.
De soort komt voor in Togo, Nigeria, Kameroen, Equatoriaal Guinea, Gabon, Congo-Brazzaville, Centraal Afrikaanse Republiek, Congo-Kinshasa, Oeganda, Kenia en Tanzania.